# 고바야시 신지
고바야시 신지(일본어: 小林 伸二, 1960년 8월 24일 ~ )는 일본의 은퇴한 축구 선수이자 현 축구 지도자로 현재 J3리그 도치기 SC의 감독으로 활동하고 있으며 현역 시절 산프레체 히로시마에서 공격수로 활약했다.

## 구단 경력
1983년부터 1992년까지 일본 사커 리그의 마쓰다에서 뛰었다.

## 지도자 경력
2001년 오이타 트리니타의 감독으로 취임하였다. 2002년 J2리그 우승으로 J1리그로 승격하였다. 2004년부터 2006년까지 세레소 오사카에서 감독을 맡았다. 2008년 몬테디오 야마가타의 감독으로 취임하였다. 2008년 J2리그 준우승으로 J1리그로 승격하였다. 2012년 도쿠시마 보르티스의 감독으로 취임하였다. 2013년 J2리그 4위를 기록하여 J1리그로 승격하였다. 2016년 시미즈 에스펄스의 감독으로 취임하였다. 2016년 J2리그 우승으로 J1리그로 승격하였다. 2019년 기라반츠 기타큐슈의 감독으로 취임하였다.